# Amostragem por hipercubo latino
Amostragem por hipercubo latino é um método de simulação, semelhante ao método de Monte Carlo, que, na maioria dos casos, converge para melhores resultados do que Monte Carlo.[carece de fontes?]
Em duas dimensões, o método, amostragem por quadrado latino, consiste em dividir o espaço (neste caso, um quadrado) formado pelas duas variáveis em um tabuleiro de xadrez n x n e escolher, na amostragem, os n pontos em cada subquadrado, mas de forma que não haja dois pontos ocupando a mesma linha ou coluna. Quadrado latino, nome cunhado por Leonhard Euler, é um quadro n x n em que cada casa tem uma letra (do alfabeto latino, daí o nome) arranjadas de forma que duas letras iguais não ocupem a mesma linha ou coluna.[carece de fontes?]
O hipercubo latino é a generalização deste método para k dimensões: o espaço amostral de cada uma das k variáveis é dividido em n intervalos equiprováveis, e um ponto é escolhido em cada um destes intervalos; isto gera uma matriz de k colunas, formadas pelas amostras de cada variável, que são depois permutadas aleatoriamente, gerando a amostra final de n vetores de k dimensões.